# Birger Welinder
Birger Johannes Laurentius Welinder, född den 5 juli 1855 i Stångby socken, Malmöhus län, död den 1 februari 1936 i Engelbrekts församling, Stockholm, var en svensk  godsägare och lantbrukspionjär.
Birger Welinder, som var son till prosten Per Persson Welinder, blev student vid Lunds universitet och läste där medicin. Redan den 18 september 1878 gifte han sig med Hélène Gilliéron-Tribolet från Schweiz, som han lärt känna under en studieresa till kontinenten. Han fick genom giftermålet ekonomiska resurser att inköpa en lantbruksegendom. I mars 1879 tillträdde han Svalöv nr 10 och 11, som sammanslogs till en gård, som fick namnet Heleneborg. Jordbruket utvidgades senare genom köp av flera grannfastigheter. 
År 1885 tog Welinder initiativet till Sveriges utsädesförening, vars verksamhet bedrevs på de försöksfält han erbjöd. Detta låg helt i linje med det arbete med frökontroll som vid denna tid bedrevs i Europa. 1891 bildades Allmänna Svenska Utsädesaktiebolaget.
År 1907 kom Welinder på obestånd och flydde utomlands för att undkomma sina kreditorer. Han återvände senare till Sverige efter vistelser i Tyskland och Danmark. Han fortsatte att intressera sig för verksamheten i Svalöv och hade regelbunden kontakt med bland andra Herman Nilsson-Ehle.